# ЈВБТ-55А
ЈВБТ-55А (чеш. JVBT-55A, jeřábovací vyprošťovací buldozerový tank - тенк за извлачење са краном и дозером) је специјализовани тенк за извлачење (ТЗИ) произведен у Чехословачкој, израђен на основи совјетског главног борбеног тенка Т-55.

## Развој и производња
Тенк за извлачење ЈВБТ-55А је пројектован на основу свог претходника ВТ-55А, који је настао откупљивањем совјетске лиценце за БТС-2. Развој је започет 1967. године у ЗТС Мартин и испитивања прототипа су завршена 1970. године. Производња је започета 1971. и трајала је све до 1983. године. Произведено је укупно 508 возила како за потребу Чехословачке народне армије и за извоз, како чланицама Варшавског уговора тако и другим државама света. У Армији Источне Немачке ЈВБТ-55А је познат под ознаком Т-55ТК

## Опис и опрема
ЈВБТ-55А је оклопно возило намењено за техничку подршку оклопним јединицама на борбеном пољу. За разлику од претходника ВТ-55А, ЈВБТ-55А је опремљен јачом дизалицом носивости до 20 тона, што омогућава да се у сложеним теренским условима изводе поправке тенкова и оклопне технике које би подразумевале скидање куполе тенка, вађење мотора или чак и дизање лакших возила. Такође се може користити за извлачење возила, као и за земљане радове. Возило је опремљено за подводну вожњу на дубинама до 5 метара.
Од опреме ЈВБТ-55А располаже са:
- радио уређајима
- хидрауличним краном
- витлом максималне снаге вучења од 750 kN
- помоћним витлом максималне снаге
- дозерским ножем БТЗ-55
- опремом за подводну вожњу "РИЕКА"
- товарним простором носивости 1500 килограма
- противпожарним системом
- РБХ заштитом посаде
- димним кутијама
- алатом за поправку тенкова
- митраљез 7,62mm ПКТ[3]

## Корисници
- Ирак
- Либија
- Мађарска
- Словачка
- Словенија
- Србија
- Финска
- Чешка

### Бивши корисници
- Источна Немачка
- СФРЈ
- Чехословачка

### Повезани развоји
- БТС-2
- ВТ-55А

### Упоредни
- ВЗТ-1
- ВЗТ-2
- ВИУ-55 Муња